# Judaísmo e o aborto

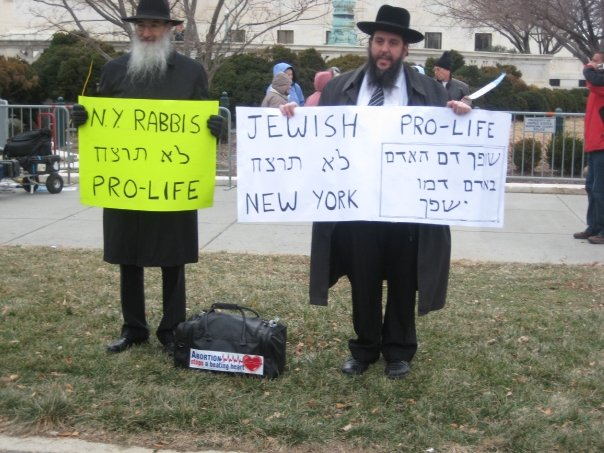
Rabinos ortodoxos na "Marcha Pela Vida" em New York, 2008.

No Judaísmo, a visão acerca do aborto é baseada nos princípios da Bíblia Hebraica, na Torá Oral e nas demais literaturas rabínicas. Embora a maioria dos movimentos judaicos religiosos permitam o aborto em casos de risco de morte da mãe, as autoridades divergem acerca dos outros casos.